# Ocyptamus caldus
Ocyptamus caldus là một loài ruồi trong họ Ruồi giả ong (Syrphidae). Loài này được Walker mô tả khoa học đầu tiên năm 1852. Ocyptamus caldus phân bố ở vùng Tân Nhiệt đới